# Anna Leong Brophy
Anna Leong Brophy es una comediante y actriz  británica.

## Primeros años
Leong Brophy creció en Brent, Londres. Es de ascendencia irlandesa, china y kadazan.

## Carrera
Leong Brophy presenta el podcast Still Legit con su compañera cómica Emily Lloyd-Saini, con la que ha actuado en el Festival Fringe de Edimburgo como parte de BattleActs! y EGG. También ha protagonizado series de televisión, videojuegos, audiolibros, obras de teatro y películas.
En enero de 2022, se anunció que interpretará a Tamar Kir-Bataar en la segunda temporada de la serie de Netflix Shadow and Bone.

## Filmografía
| Año       | Título                                    | Función                | Notas               |
| 2021      | La oveja Shaun: El vuelo antes de Navidad |                        | Cortometraje        |
| 2021      | Thunderbirds: Terror desde las estrellas  | Tin-Tin/Sphere         | Audiolibro          |
| 2021      | NightwatchMan                             | Gabby Green-Toucan     | Miniserie de TV     |
| 2021      | Back]                                     | Bryony                 | Serie de TV         |
| 2020      | Doctor Who: The Psychic Circus            | Juniper/Ragnarok God 2 | Audiobook           |
| 2020      | "#SketchPack                              |                        | Miniserie de TV     |
| 2020      | Código 404                                | A.L.                   | Serie de TV         |
| 2020      | "El último tango en Halifax               | Laura                  | Serie de TV         |
| 2019-2020 | Rastros (serie de televisión)             | Louise Chiu Jones      | Serie de TV         |
| 2019      | Paradise War: The Story of Bruno Manser   | Olivia Tan             | Película            |
| 2019      | Total War: Three Kingdoms                 | Actor de voz           | Videojuego          |
| 2019      | EastEnders                                | DC Hazari              | Serie de televisión |
| 2019      | Estación de Berlín                        | Lucy Ximen             | Serie de TV         |
| 2018      | Pls Like                                  | Baking Vlogger         | Serie de TV         |
| 2017      | "El clon de Diana                         | Melissa                | Película            |
| 2017      | "Sparebnb                                 | Tokio                  | Serie de TV         |
| 2016      | "Las Conversaciones                       | Jodie                  |                     |
| 2015      | "Dragón de Jade                           | Grace                  | Corto               |
| 2013      | Un beso tan cálido y tierno               | Mae                    | Corto               |